# Arthur und die Minimoys 2 – Die Rückkehr des bösen M
Arthur und die Minimoys 2 – Die Rückkehr des bösen M (Originaltitel: Arthur et la Vengeance de Maltazard) ist ein französischer Spielfilm von Luc Besson aus dem Jahr 2009. Die Fortsetzung des Films Arthur und die Minimoys ist eine Mischung aus Realfilm und Computeranimation.

## Handlung
Arthur sieht, nachdem die zehn Monde vergangen sind, voller Vorfreude seinem nächsten Besuch bei den Minimoys entgegen. Den Aufnahmeritus in den Stamm der Bogomatasalei hat Arthur mit Bravour bestanden, Arthur ist nun ein Beschützer der Natur. Im Gegensatz zu seinen Eltern, die aus Angst um Arthur aufgrund seiner Insektengiftallergie mit Insektenmittel Jagd auf eine Biene machen, rettet Arthur die Biene.
Währenddessen bereiten sich die Minimoys auf ein Festbankett ihm zu Ehren vor, denn besonders Prinzessin Selenia sehnt sich nach einem Wiedersehen. Es kommt aber so, dass Arthur trotz eines Hilferufs auf einem Reiskorn mit seinen Eltern abreisen muss. Nach einer erfolgreichen Flucht kann Arthur mit Hilfe von verzauberten Lianen und den Bogomatasalei zu den Minimoys zurückkehren. Arthur wird nach einer kurzen Odyssee vom König und den Minimoys freudig empfangen.
Nach einer erfolglosen Suche nach der Prinzessin Selenia taucht der böse Maltazard mit Prinzessin Selenia als Geisel vor den Stadttoren auf. Maltazard zwingt Arthur, ihn mit den Minimoys durch das magische Tor zu schicken. Arthur kann zwar Prinzessin Selenia retten, allerdings entkommt Maltazard in die Welt der Menschen und wird groß.

## Synchronisation
Die deutsche Synchronbearbeitung entstand durch die FFS Film- & Fernseh-Synchron, München/Berlin. Für Dialogbuch und -regie war Marius Clarén zuständig.
| Rolle                | Französischer Sprecher | Englischer Sprecher | Deutscher Sprecher |
| -------------------- | ---------------------- | ------------------- | ------------------ |
| Arthur               | Yann Loubatière        | Freddie Highmore    | Bill Kaulitz       |
| Prinzessin Selenia   | Mylène Farmer          | Selena Gomez        | Antje von der Ahe  |
| Maltazard            | Marc Lavoine           | Lou Reed            | Frank Glaubrecht   |
| Archibald            | Michel Duchaussoy      | Ron Crawford        | Peter Weis         |
| Großmutter           | Frédérique Tirmont     | Mia Farrow          | Dagmar Heller      |
| Replay               | Fred Testot            | Fergie              | Hannes Maurer      |
| Armand               | Jean-Paul Rouve        | Robert Stanton      | Uwe Büschken       |
| Max                  | Rohff                  | Snoop Dogg          | Jan-David Rönfeldt |
| Häuptling Matassalai |                        | Jean Bejote Njamba  | Oliver Stritzel    |
| Rose                 | Frédérique Bel         | Penny Balfour       | Ghadah Al-Akel     |

## Kritik
Das Lexikon des internationalen Films meinte: „Die Fortsetzung von Luc Bessons Fantasy-Saga gewinnt im inszenatorisch hingeschluderten Mix aus Realfilm und Computeranimation keine Eigenständigkeit und weist lediglich abendfüllend auf eine weitere Fortsetzung hin. Die klischeehaften Figuren wecken freilich kaum Neugier auf ihr weiteres Schicksal.“
Das Onlineportal cinefacts.de bewertet den Film positiv mit 4,5 von 5 Punkten: „Die reiche Fantasiewelt rund um den Jungen Arthur und die winzigen animierten Gartenbewohner umgarnt erneut mit ihrem eigenwilligen Charme.“
Kino.de schreibt: „Die außergewöhnliche Animation bietet ein Füllhorn verrückter Gestalten und Aktionen, alle Figuren gehen auf ein einziges jeweils variierendes Modell zurück und sind völlig unterschiedlich. Die Referenzschauspieler für die Bewegungsabläufe durften richtig aufdrehen. Technisch beeindruckt diese ausgefeilte Fantasy-Welt, nur Herz und Charme des ersten Teils sind verloren gegangen beim atemlosen Trip durch die Möglichkeiten der CGI-Animation, der – für einen Film ungewöhnlich – mit einem Cliffhanger endet und wie eine Übergangsstation zum demnächst folgenden Finale wirkt.“

## Fortsetzung
Der zweite und dritte Teil wurden aus Kostengründen gleichzeitig gedreht. Der dritte Teil (Originaltitel: Arthur et la Guerre des deux mondes) hatte am 13. Oktober 2010 in Frankreich Premiere und erschien in Deutschland unter dem Titel Arthur und die Minimoys 3 – Die große Entscheidung direkt auf DVD.